# Konrad von Krosigk

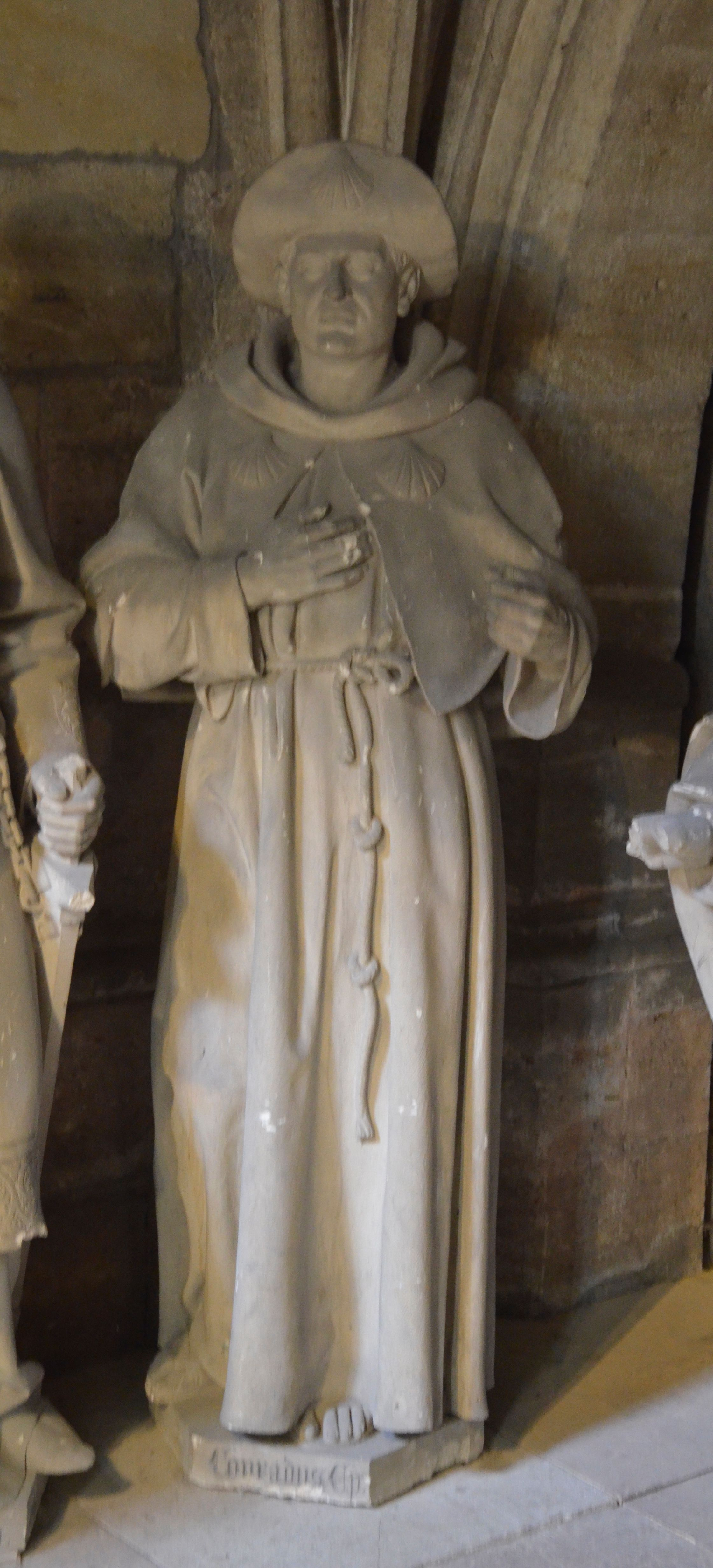
Heinrich Weltring: Konrad von Krosigk, Dom zu Halberstadt

Konrad von Krosigk († um 21. Juni 1225 im Kloster Sittichenbach) war von 1201 bis 1209 Bischof von Halberstadt. Auf ihn gehen bedeutende Bestände des Halberstädter Domschatzes zurück.

## Leben
Er stammt aus der bereits im Hochmittelalter bedeutenden Familie von Krosigk (bei Halle an der Saale) und war der Sohn Dedos II. von Krosigk. Die Quedlinburger Äbtissin Bertradis I. von Krosigk war seine Schwester.
1184 wurde Krosigk erstmals urkundlich fassbar, als er als Subdiakon und Domherr in Halberstadt Erwähnung findet. Als Neffe des Halberstädter Bischofs Dietrich von Krosigk (1180–1193) und verwandt mit dessen Nachfolger Gardulf von Harbke (1193–1201) vollzog er eine rasche Laufbahn: 1185 war er Probst von Liebfrauen, 1187 zudem von St. Paul; 1191 vereinte er die Funktionen des Domprobstes und des Probstes von Liebfrauen. 1201 schließlich wurde er zum Bischof von Halberstadt gewählt. Als Bischof machte er sich als treuer Anhänger der Staufer und Parteigänger des Gegenkönigs Philipp von Schwaben bei Papst Innozenz III. unbeliebt und zog den Kirchenbann auf sich. Um sich vom Bann zu lösen, verpflichtete er sich zu einer Pilgerreise ins Heilige Land.
Krosigk schloss sich in Venedig dem Heer des Vierten Kreuzzugs an, welches Jerusalem als offizielles Ziel ausgerufen hatte, aber stattdessen über die kroatische Stadt Zadar nach Konstantinopel segelte. Die byzantinische Hauptstadt wurde von den Kreuzfahrern erobert und geplündert.
Der Bischof von Halberstadt hatte einen erheblichen Anteil an den Geschehnissen des Kreuzzugs. Er war eine der führenden Persönlichkeiten. Die Leitung des Heeres lag zwar bei Bonifatius von Montferrat und dem venezianischen Dogen Enrico Dandolo. Aber er war an seiner geistlichen Führung beteiligt, etwa wenn der Segen über das Heer vor Schlachten gegeben werden sollte oder wenn Entscheidungen, die den Kriegsverlauf bestimmten, geistlich begründet wurden. Ein Beispiel ist etwa die Exkommunikation aller an der Plünderung von Zadar (ehemals „Zara“) Beteiligten, die später zwar vom Papst zurückgenommen, den Kreuzzugsteilnehmern aber nicht mitgeteilt wurde. Auch unterstützte er die kirchliche Rechtfertigung des Zugs gegen Konstantinopel. Gemeinsam mit den Bischöfen von Troyes und Soisson versicherte er in einem Gottesdienst den Kreuzfahrern, dass der Kampf gegen Konstantinopel rechtmäßig sei, da die Griechen Verräter, Mörder und illoyale Untertanen der rechtmäßigen Kaiser seien. Die Griechen, die den Papst nicht als Stellvertreter Gottes anerkennen, wären Feinde Gottes. An diese Sicht glaubte wohl Krosigk selbst, ebenso an die Rechtmäßigkeit der Krönung Balduins von Flandern zum Kaiser eines lateinischen byzantinischen Reichs und somit an die Vereinigung der westlichen und östlichen Kirche.
Nach der Einnahme Konstantinopels bemächtigte er sich zahlreicher Wertobjekte aus den byzantinischen Kirchen, namentlich aus der Pharoskirche, der Apostelkirche und weiteren Kirchen Konstantinopels. Laut eigener Auskunft schenkte ihm der byzantinische Kaiser – vermutlich Kaiser Balduin I. – viele wertvolle Gegenstände, Reliquien, liturgische Geräte und kostbare Seidenstoffe. Sie haben sich im Domschatz Halberstadt bis heute erhalten. Anschließend pilgerte er doch noch ins Heilige Land weiter, wo er sich einige Zeit in Tyrus aufhielt und unter anderem den Bischof von Sidon weihte. Auf der Rückreise suchte er Papst Innozenz III. auf, der im Juni 1205 den Kirchenbann von ihm löste. Als er anschließend an seinen Bischofssitz Halberstadt zurückkehrte, hatte er zahlreiche bedeutende Reliquien und Schätze im Gepäck. Des Tages seiner Ankunft in Halberstadt am 16. August 1205 wurde jährlich mit einem Fest der „Ankunft der Reliquien“ gedacht. In einer urkundlichen Schenkung vermachte er dem Dom zu Halberstadt zahlreiche Reliquien, u. a. der zwölf Apostel, Splitter des hl. Kreuzes und eine kostbare byzantinische Hostienschale aus dem 12. Jahrhundert.
1209 legte er sein Bischofsamt nieder und trat ins Zisterzienserkloster Sittichenbach ein. 1213 erschien er als päpstlicher Kommissar, der in der Magdeburger und Bremer Kirchenprovinz den Kreuzzug von Damiette vorbereitete. Für den Naumburger Bischof Engelhard trat er, als dieser den Kreuzzug angetreten hatte, als Weihbischof in Naumburg ein und hielt unter anderem 1216 eine Synode in Naumburg ab. Er starb 1225 im Kloster Sittichenbach, der Ort seiner Bestattung ist unbekannt.
Wenngleich sein Werdegang der eines stringenten Erfolgsmenschen scheint, verraten Quellen, dass er ein tiefgläubiger Christ und Zweifler an den Werten der irdischen Welt war: In einer Urkunde von 1202 kommt dies deutlich zum Ausdruck, in der er die „Welt wie ein dunkles Gefängnis“ bezeichnet und die Frucht allen irdischen Bemühens in „der ewigen Belohnung in Gott“ sieht. Noch vor dem Antritt zum Kreuzzug denkt er an Abdankung, die er schließlich 1208 auch tatsächlich vollzieht und ins Kloster geht. Da er auch in seiner Funktion als Zisterziensermönch noch im Auftrag des Papstes für Kreuzzüge warb, glaubte er wohl an die Rechtmäßigkeit des Kreuzzugsgedankens.